# Отуње
Отуње (мкд. Отуње) је насеље у Северној Македонији, у северозападном делу државе. Отуње припада општини Тетово.

## Географија
Насеље Отуње је смештено у северозападном делу Северне Македоније. Од најближег већег града, Тетова, насеље је удаљено 10 km северно.
Отуње се налази у доњем делу историјске области Полог. Насеље је положено на брдима изнад Полошког поља. Источно од насеља пружа се тло спушта у поље, а западно се издиже главно било Шар-планине. Надморска висина насеља је приближно 920 метара.
Клима у насељу је планинска због знатне надморске висине.

## Становништво
Отуње је према последњем попису из 2002. године било без становника.
Претежно становништво у насељу били су етнички Македонци.
Већинска вероисповест било је православље.